# Artvin Hopaspor
Artvin Hopa Spor Kulübü ist ein türkischer Fußballverein aus Hopa, einer Stadt in der Provinz Artvin im Nordosten der Türkei.

## Geschichte
Artvin Hopaspor wurde im Jahr 1961 gegründet.
Nach Jahren in den Amateur-Ligen gelang dem Verein ab der Saison 1983/84 der Aufstieg bis in die Zweite Liga der Saison 1985/86.
Nach dem direkten Abstieg dauerte es bis zur Saison 1996/97, in der Hopaspor wieder in der Zweiten Liga antreten konnte. Bis zur Saison 2000/01 konnte sich Hopaspor noch in der Zweiten Liga halten. Im Anschluss an diese Saison gelang dem Verein der Aufstieg in die Zweitklassigkeit nicht mehr.
Aktuell (Saison 2017/18) spielt Hopaspor in der fünftklassigen Bölgesel Amatör Lig - 3. Grup.

## Ehemalige bekannte Spieler
| - Adem Büyük - Hasan Güleryüz - Beycan Kaya - Serdar Özbayraktar - Rızvan Şahin |